# Shazna
Shazna (シャズナ Shazuna?) (estilizado SHAZNA) es una banda japonesa de rock visual kei originalmente activa del año 1993 al año 2000. El sonido original de la banda generalmente se asociaba al rock gótico y al post-punk, pero el grupo más tarde cambió su sonido a un sonido pop más suave mezclado con new wave en 1996. Se convirtió en una de las bandas visual kei más populares de los años 1990, junto con Malice Mizer, La'cryma Christi y Fanatic Crisis. Su álbum de debut de 1998, Gold Sun and Silver Moon, alcanzó el segundo lugar en la lista de Oricon, vendió más de un millón de copias y fue nombrado "álbum de rock del año" en los Premios de Disco de Oro de Japón (日本ゴールドディスク大賞 Nihon gōrudodisuku taishō?). En 2006, Shazna se reunió, aunque después de lanzar un álbum y un sencillo se separaron una vez más en 2009. En el año 2017, SHAZNA se reunió nuevamente por su 20 aniversario.

## Historia
Formado en 1993 por el vocalista Izam, el guitarrista Aoi, el bajista Niy y el baterista Katsura. Katsura abandonó la banda en 1996 y se unió a Baiser, dejando el trío. La característica más notable de la banda fue Izam y su apariencia; llevando el aspecto andrógino del Visual kei al extremo. Izam fue influenciado en gran medida por Boy George y Culture Club, a quienes él hizo más adelante un cover album en 1998.
Con la publicación de su sencillo de debut «Melty Love» el 27 de agosto de 1997, Shazna ganó inmensa popularidad y muchos premios. El sencillo alcanzó el segundo lugar en la lista de Oricon y ganó el premio a "mejor artista nuevo" de los premios Premios Cable Japón (日本有線大賞 Nihon Yūsen Taishō?), suceso que ayudó a su álbum Gold Sun y Silver Moon, que fue nombrado "álbum de rock del año" por los Premios de disco de oro de Japón, a ser certificado por el RIAJ tras alcanzar el millón de copias vendidas. El álbum fue nombrado uno de los "mejores álbumes de 1989-1998" en un número de 2004 de la revista musical Band Yarouze.

Logo de Shazna.

En octubre lanzaron el sencillo «Septiembre violeta de amor» (すみれ September Love Sumire September Love?) que es una versión de una canción original de la banda de synthpop Ippu-Do. En 1999 Shazna firmó con el sello Toshiba EMI y lanzó el álbum Pure Hearts en junio. Su último sencillo "Winter's Review" fue lanzado en diciembre. En enero de 2000, una colección de sencillos fue publicada, sin embargo en octubre, Shazna detendría sus actividades.

## Miembros
- Izam - voz (1993-actualidad)
- A・O・I - guitarra (1993-actualidad)
- NIY - bajo (1993-actualidad)
- Raychell - voz (2017-actualidad)
- Natsume (夏芽?) - batería (2017-actualidad)
- Asuka - Saxofón - (2017-actualidad)

### Miembros anteriores
- Katsura (桂‐KATSURA‐?) - batería (1993-1996)

## Discografía

### Sencillos
| Año  | Título                |
| ---- | --------------------- |
| 1997 | Melty Love            |
| 1997 | sumire September Love |
| 1997 | White Silent Night    |
| 1998 | SWEET HEART MEMORY    |
| 1998 | PURENESS              |
| 1998 | Love is Alive         |
| 1998 | Koibito / Virgin      |
| 1999 | Pink                  |
| 1999 | Piece of Love         |
| 1999 | Tokyo Ballet Reprise  |
| 1999 | AQUA                  |
| 1999 | Winter's Review       |
| 2007 | Kokoro                |
| 2018 | Koi no Tenpo          |

### Álbumes
| Año  | Título                                                     |
| ---- | ---------------------------------------------------------- |
| 1994 | Sophia                                                     |
| 1996 | Melty Case                                                 |
| 1996 | Raspberry Time                                             |
| 1997 | Promise Eve                                                |
| 1998 | GOLD SUN AND SILVER MOON                                   |
| 1999 | PURE HEARTS                                                |
| 2000 | OLDIES - SHAZNA BEST ALBUM 1993~2000 (Álbum recopilatorio) |
| 2007 | Single Best Shazna & Izam (Álbum recopilatorio)            |
| 2007 | 10th Melty Life                                            |